# Jamul
Jamul là một thị xã và là một nagar panchayat của quận Durg thuộc bang Chhattisgarh, Ấn Độ.

## Địa lý
Jamul có vị trí 21°15′B 81°24′Đ / 21,25°B 81,4°Đ Nó có độ cao trung bình là 297 mét (974 feet).

## Nhân khẩu
Theo điều tra dân số năm 2001 của Ấn Độ, Jamul có dân số 21.633 người. Phái nam chiếm 52% tổng số dân và phái nữ chiếm 48%. Jamul có tỷ lệ 69% biết đọc biết viết, cao hơn tỷ lệ trung bình toàn quốc là 59,5%: tỷ lệ cho phái nam là 78%, và tỷ lệ cho phái nữ là 59%. Tại Jamul, 14% dân số nhỏ hơn 6 tuổi.